# 小男人週記 II 錯在新宿
《小男人週記 II 錯在新宿》是一齣1990年電影，由陳嘉上導演，張小嫻、黃香、陳嘉上、聶宏風編劇，蔡瀾和鄭丹瑞監製，鄭丹瑞、鄭裕玲、關之琳、文雋和黎彼得主演。電影是1989年電影小男人週記的續集。

## 劇情
梁寬( 鄭丹瑞飾 )、Q太郎( 文雋飾 )和大蠱惑( 黎彼得飾 )及他們的妻子/女伴一起出海玩樂，中途寬前妻Ann( 鄭裕玲飾 ) 遇上了前度男友Alan。Alan 為無國界醫生，長期派駐非洲。本來Alan欲邀請Ann跟他一起前往非洲，不過被Ann拒絕。Ann亦拒絕了上司K.K.楊邀請前往澳洲工作兼移民的安排，並決定與寬復合。
寬和Q太郎轉職至新公司，遇上了新秘書，快將結婚的Wendy Wan( 關之琳飾 )。寬老闆( 曾江飾 )派寬和Wendy到日本新宿公幹，二人到達之後才發現忘記帶建議書，只好在酒店房間內徹夜工作。但是Wendy抵不住睡著了。二人第二天見客時，寬的表現非常出色，深深吸引了Wendy。兩人在工作完畢之後外出逛街購物，可是在坐電車時Wendy卻上錯車，結果寬要前往救援。寬花盡現金坐計程車找到Wendy，二人再用信用卡坐計程車回酒店。回到酒店之後，Wendy與寬發生關係。翌日，二人致電回港藉口表示工作未完成，要多留一天，在東京共渡甜蜜的一天。
二人回港之後，他們的曖味關係逐漸曝光。最終在Wendy跟John Li的婚禮上，寬遲到並且被門檻絆到，將自己的指紋蓋了在二人的結婚証書上。寬最後向Ann坦白道出了在新宿發生的事，Ann大怒將他趕走。他之後接到Wendy的傳呼，並在香港立法會大樓外與她見面。她說她跟John說了他們的事而John接受不了，她只好離開。她並告訴寬她會保留那份結婚証書，因為上面有他的指紋。
由於Q太郎與大古惑的女朋友發生了曖昧關係，因此他的老婆丟下他和初生兒子拂袖而去。梁寬、Q太郎和大蠱惑三人一起在Q太郎家中吃即食麵之際，Q太郎太太歸來並為各人做飯，表示只是為了兒子。Q太郎大喜。寬也決心要和Ann重修舊好。

## 主演
| 演員   | 角色                                |
| 鄭丹瑞 | 梁寬                                |
| 鄭裕玲 | 許鞍華(Ann Hui)                     |
| 關之琳 | 溫敏儀(Wendy Wan)                   |
| 文雋   | Q太郎                               |
| 黎彼得 | 大古惑                              |
| 曾江   | 曾先生，梁寬老闆                    |
| 周美鳳 | Q太郎太太                           |
| 馮意清 | Alan                                |
| 楊振耀 | K. K. 楊，Ann的上司。               |
| 李中寧 | 李寧(John Li)，牙科醫生，溫敏儀男友 |
| 曾近榮 | 婚禮註冊官                          |
| 陳慧儀 | Fanny，大古惑女友                   |
| 葛民輝 | 禮物送遞員                          |
| 林海峰 | 禮物送遞員                          |
| 張贊生 |                                     |

## 外部連結
- 開眼電影網上《小男人週記 II 錯在新宿》的資料（繁體中文）
- 豆瓣电影上《小男人週記 II 錯在新宿》的資料 （简体中文）
- 时光网上《小男人週記 II 錯在新宿》的資料（简体中文）
- 香港影庫上《小男人週記 II 錯在新宿》的資料（繁體中文）
- 互联网电影数据库（IMDb）上《小男人週記 II 錯在新宿》的资料（英文）
- 小男人週記 II 錯在新宿，康樂及文化事務署。